# Anfiteatro de Chartres
El anfiteatro de Chartres es un anfiteatro romano construido en la ciudad de Autricum, actual Chartres, en el departamento francés de Eure y Loir.
Se sabe muy poco sobre este monumento. Las hipótesis de datación oscilan entre los siglos I y II o posteriores. En la Edad Media, su emplazamiento fue reutilizado para construir varias iglesias, entre ellas la colegiata de San Andrés de Chartres. La rue du cloître Saint-André y las casas que la bordean siguen parcialmente la curvatura de sus muros anulares.

## Ubicación
En la topografía antigua, el anfiteatro ocupa el flanco oriental del espolón que se desarrolla en la confluencia del Eure y uno de sus afluentes de la margen izquierda. Aunque no está completamente fuera de la ciudad, no ocupa una posición central dentro de ella
En la ciudad moderna, su emplazamiento está parcialmente ocupado por la colegiata de San Andrés de Chartres.

## Historia

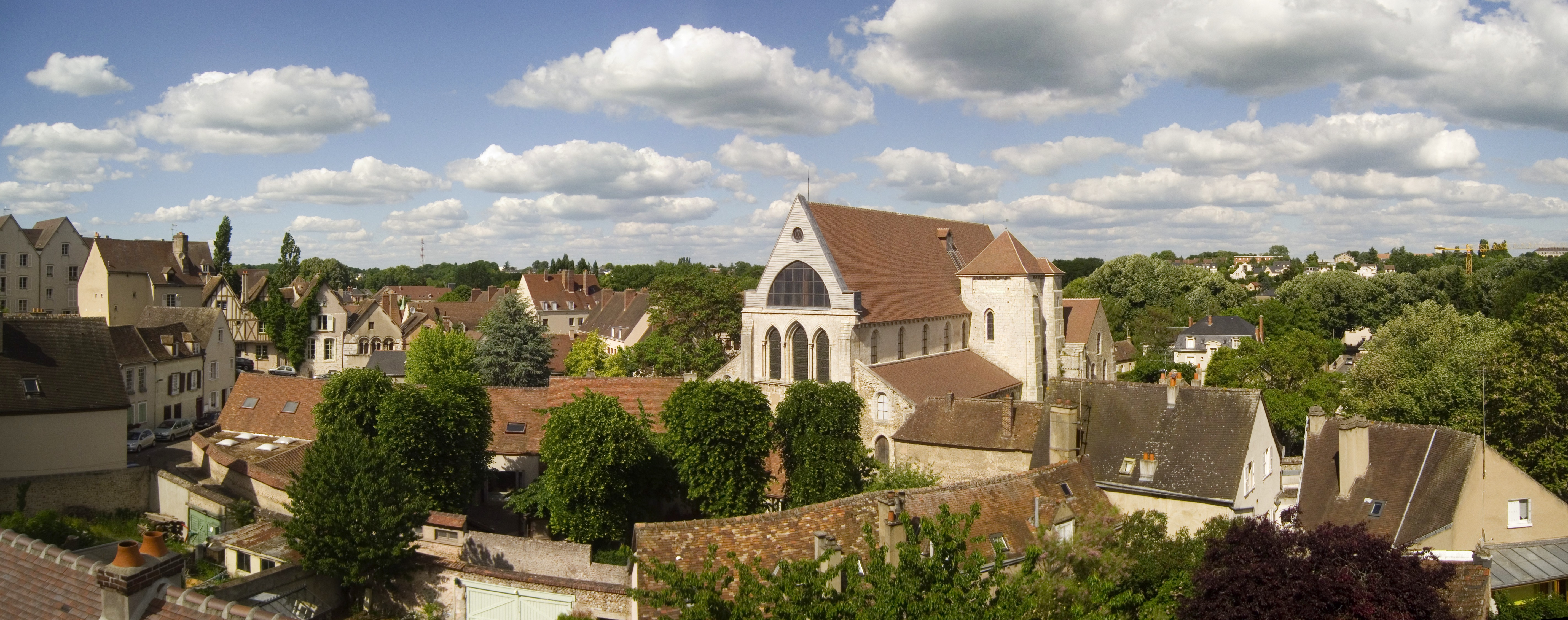
Frente a la colegiata, la línea de casas sigue la curva del anfiteatro.

El emplazamiento del anfiteatro fue ocupado en época prerromana. La datación del monumento es discutida: el anfiteatro parece haber sido construido en la segunda mitad del siglo I y parece ser contemporáneo de un complejo monumental situado a su lado, al sur, cuya mampostería está datada con mayor precisión, pero los pocos muros identificados como los del anfiteatro indicarían una construcción «en el siglo II o posterior».
En la Edad Media, cuando el anfiteatro ya estaba abandonado y ciertamente en gran parte arruinado, varios edificios religiosos y sus cementerios asociados ocupaban su emplazamiento.
Aunque la existencia del anfiteatro romano de Chartres ya se sospechaba en la década de 1860, la fotografía aérea de 1965 reveló su existencia: la rue du cloître Saint-André y las casas que la bordean por el oeste presentan un trazado arqueado característico. Las excavaciones realizadas en 1965, 1967, 1982 y 2010 descubrieron mamposterías que confirman esta hipótesis.

## Descripción
El monumento tiene probablemente una forma casi circular, de unos 115 m de diámetro. La parte occidental de su cávea se apoya en la ladera de una colina que desciende hacia el río Eure.
Su arquitectura es en gran parte desconocida, pero su cávea puede estar completa y no parece tener escenario. Marcel Couturier, por su parte, menciona un edificio mixto con una cávea incompleta y una arena elipsoidal que mide 55 a 60 m; otras fuentes mencionan también un teatro con una arena.
Sus estructuras curvas (probablemente un muro perimetral) son claramente visibles al noreste, a ambos lados de la calle Saint-André y entre ésta y la colegiata. Al sur de Saint-André, se construyó un gran complejo monumental junto al anfiteatro, del que estaba separado simplemente por una especie de corredor. Sin embargo, estos restos son demasiado fragmentarios para sugerir algo más que una hipótesis de reconstrucción de la disposición del monumento.
Los muros conocidos se componen de dos paramentos que encierran un opus incertum de sílex embebido en mortero. Los paramentos son de cascotes de caliza o lascas de sílex, a veces con lechos de terracotas arquitectónicas y descansan sobre cimientos de sílice.